# Chris Burke (Musiker)

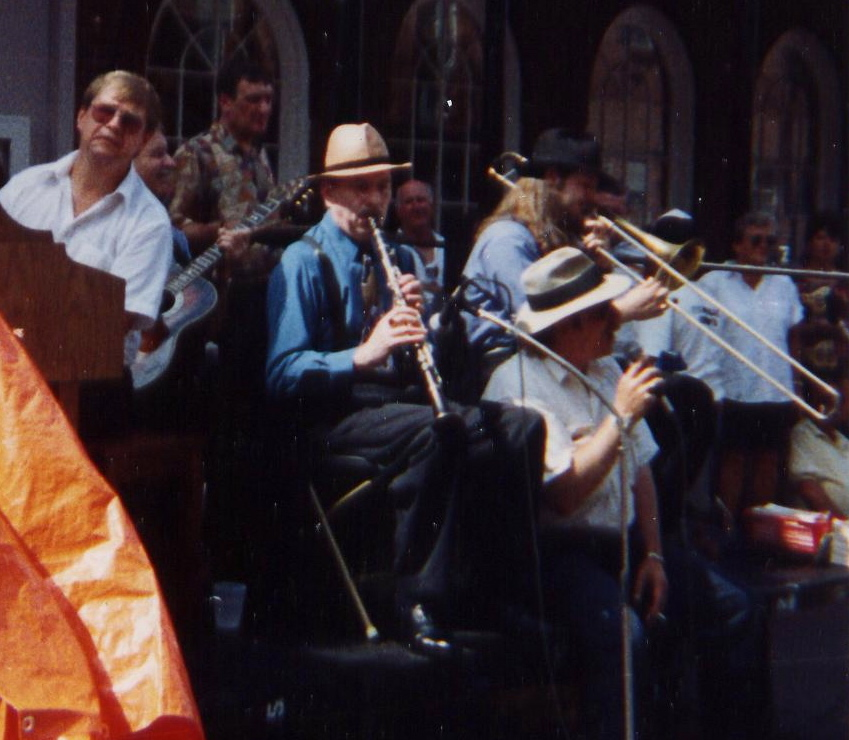
Jazzband beim French Quarter Festival in den frühen 1990er-Jahren, mit (von links) Lars Edegran, Piano; Chris Burke, Klarinette; Mike Owen, Posaune

Chris Burke (* um 1945) ist ein US-amerikanischer Jazzmusiker (Klarinette, auch Gesang, Tenorsaxophon) britischer Herkunft, der sich im Revival des New Orleans Jazz engagiert.
Burke begann in den frühen 1970er-Jahren in New Orleans mit seiner eigenen Jazzband, Chris Burke & his New Orleans Music zu spielen, der u. a. auch Waldren „Frog“ Joseph, Barry Martyn und Andrew Hall angehörten. Des Weiteren spielte er mit Percy Humphrey (Dancing at Confectioners Hall), mit Musikern wie Milton Batiste, Wendell Eugene und Harold Dejan in The Eagle Brass Band und der Olympia Brass Band, weiterhin in The Bud Black/Les Muscutt Aggravation und in Andrew Hall’s Society Brass Band. Im Bereich des Jazz war er laut Tom Lord zwischen 1974 und 2006 an 13 Aufnahmesessions beteiligt.

## Diskographische Hinweise
- Chris Burke and his New Orleans Music: True to New Orleans (GHB Records, 1974)
- Barry Martyn's Down Home Boys: New Orleans Jazz (Sackville Records, 1994), mit Wendell Eugene, Ron Simpson
- Chris Burke & His New Orleans Music Feat. Emery Thomson: True to New Orleans(GHB, 1984)
- Chris Burke with Patrick Tevlin's New Orleans Rhythm: All I Do Is Dream (Jazz Crusade, 2006)